# Ambás (Villaviciosa)
Ambás ist eines von 41 Parroquias in der Gemeinde Villaviciosa der autonomen Region Asturien in Spanien.
Die 138 Einwohner (2011) leben in 7 Dörfern auf einer Fläche von 4,24 km². Der Rio Profundo durchquert das Parroquia.

## Sehenswürdigkeiten
- Pfarrkirche San Pedro, sie ist eine Station am Jakobsweg, dem Camino de la Costa.
- Schloss „Palacio de Castiello“

## Dörfer und Weiler der Parroquia
- Ambás: 29 Einwohner 2011 43° 26′ 44″ N, 5° 29′ 5″ W
- Castiello: 34 Einwohner 2011 43° 27′ 12″ N, 5° 29′ 18″ W
- Daja: 25 Einwohner 2011 43° 26′ 28″ N, 5° 28′ 42″ W
- Lloses: 14 Einwohner 2011 43° 26′ 34″ N, 5° 29′ 24″ W
- La Viesca: 7 Einwohner 2011 43° 26′ 40″ N, 5° 28′ 29″ W
- Villabona: 24 Einwohner 2011
- Xiana: 5 Einwohner 2011 43° 27′ 34″ N, 5° 29′ 39″ W